# 马营镇 (陇南市)
马营镇，是中华人民共和国甘肃省陇南市武都区下辖的一个乡镇级行政单位。
2014年，甘肃省民政厅批复同意撤销马营乡，设立马营镇。

## 行政区划
马营镇下辖以下地区：
水泉村、马营村、龙沟村、巩坪村、碌坪村、赤化村、庞磨村、东峪村、上沟村、乱石村、张坪村、阳坡村、小金厂村、庙儿沟村、碌坝村、陈塄坎村、梁塄坎村、小草湾村、渭子坪村、强沟村、涝水村、贾阴坡村、郭河村和松坪村。